# Szreńsk
Szreńsk  ist ein Dorf und Sitz der gleichnamigen Gemeinde im Powiat Mławski der Woiwodschaft Masowien, Polen. Während der deutschen Besetzung im Zweiten Weltkrieg hieß der Ort Beverstedt (1943–1945).

## Gemeinde
Zur Landgemeinde (gmina wiejska) Szreńsk gehören 24 Ortschaften mit einem Schulzenamt (sołectwo):
Bielawy
Doziny
Grądek
Kobuszyn
Krzywki-Bośki
Krzywki-Piaski
Kunki
Liberadz
Ługi
Miączyn Mały
Miączyn Duży
Miłotki
Mostowo
Nowe Garkowo
Ostrów
Pączkowo
Przychód
Proszkowo
Rochnia
Stare Garkowo
Sławkowo
Szreńsk
Wola Proszkowska
Złotowo
Weitere Orte der Gemeinde sind Przychód (kolonia) und Stołowo.

## Persönlichkeiten
- Martin Rosebery d’Arguto (1890–1942), Stimmbildner, Gesangspädagoge, Chorleiter, Dirigent und Komponist, NS-Opfer
- Jan Peszek (* 1944), polnischer Schauspieler und Theaterregisseur